# تاي كلارك
تاي كلارك (بالإنجليزية: Ty Clarke)‏ هو مدير فني أمريكي، ولد في 29 أبريل 1953.